# 筒井義信
筒井 義信（つつい よしのぶ、1954年1月30日 - ）は、日本の実業家。日本生命保険相互会社代表取締役会長。日本経済団体連合会会長。

## 経歴
兵庫県神戸市で5人兄弟の末っ子として生まれる。兵庫県立神戸高等学校、京都大学経済学部卒業。当初は銀行マンを志望していたが、面接官のざっくばらんな人柄に、フィーリングが合ったことで日本生命に入社を決めた。企業保険業務課に付く。1978年4月 法人業務課主任補、1997年3月 市場開発部次長、1999年3月 長岡支社長、2003年3月 総合企画部長、2004年7月 取締役・総合企画部長、2007年 常務、2009年 専務。2011年4月1日 代表取締役社長。2018年4月1日 代表取締役会長。2019年5月 日本経済団体連合会審議員会副議長。2020年6月23日 JR西日本取締役。
2023年5月 日本経済団体連合会副会長。2024年4月 GX推進機構理事長。
2024年12月、2025年5月から十倉雅和の後任として経団連会長になることが発表された。金融機関出身で経団連会長になる初の事例となる。